# Kisnémedi
Kisnémedi község Pest vármegyében, a Váci járásban.

## Fekvése
Kisnémedi a fővárostól 40 kilométerre északkeletre terül el, a Cserhátalja és a Gödöllői-dombság találkozásánál, a Némedi-patak völgyében. A környék legmagasabb pontja a falutól északra fekvő, 325 méter magas Baglyas-hegy.

### Megközelítése
A település közúton Váchartyán keleti része felől érhető el, a 2105-ös útból kiágazó 21 114-es számú mellékúton, melynek végpontja Püspökszilágyon van. Határszélét délen érinti még a 2103-as út is.
A közúti közösségi közlekedés járatai közül a Volánbusz három helyközi autóbuszjárata érinti: a 313-as, a 315-ös és a 339-es járatok. Déli külterületei között elhalad az Aszód–Vácrátót-vasútvonal, amely ott ugyan nem áll meg, mégis van egy, a falu nevét viselő megállási pontja: Kisnémedi megállóhely Váchartyán belterületének keleti szélén, a 21 114-es út vasúti keresztezése mellett helyezkedik el, Kisnémedi központjától 3 kilométerre délnyugatra.

## Története
A község területén feltárt legrégibb régészeti lelet egy az őskorból való cseréptöredék. A népvándorlás korától a 14. századig terjedően vannak tárgyi emlékek, melyek már a folyamatos megtelepedést bizonyítják.
A település neve, maga a „Némedi” név a korai oklevelekben különböző alakokban fordult elő. Először 1065 körül a százdi premontrei apátság alapító levelében Nywyg, majd 1268-ban Neueg, 1334-ben Niveg, később Nemegy, Nemed alakban. A falu 1325-ig a Rátót nemzetségé volt, majd nem sokkal ezután az Ákos nemzetségbeli Mikcsé. 1401-ben Kisnémedi földesura Micsk bán unokája: Prodavizi Istvánnak nevezte magát, mert apja a mai Horvátország területén fekvő Prodavízben töltötte be a báni tisztséget. 1425-ben Prodavizi István fia Miklós elcserélte Nemeget 11 Pest vármegyei községgel együtt Zsigmond királlyal, aki 1426-ban eladományozta Gathali Miklós váci püspöknek. 1541-ben Budavár eleste után Kisnémedi is a török hódoltság területévé vált, de az akkori viszonylagos nehéz megközelítése, a keleti szomszéd Püspökszilágy településsel együtt fennmaradt és túlélte a török pusztítást, míg a környezetében lévő lakott települések szinte teljesen elnéptelenedtek.
Kisnémedi végig lakott település volt a török hódoltság közel másfél évszázada alatt is. A mohácsi vész után Kisnémediben 19 földesúr rendelkezett birtokrésszel, 1945-ig. Ezek sorában az 1660-as korabeli tizedjegyzék megemlíti a Gosztonyi családot mint Kisnémedi földesurait, akik aztán itt éltek közel 300 évig egyfolytában, egészen 1945-ig. A 20. század elején Pest-Pilis-Solt-Kiskun vármegye Váci járásához tartozott. 1910-ben 826 magyar lakosa volt, ebből 782 római katolikus, 21 református, 14 izraelita.

## Közélete

### Polgármesterei
- 1990–1994: Hegedűs András (független)[3]
- 1994–1998: Hegedűs András (független)[4]
- 1998–2002: Hegedűs András (független)[5]
- 2002–2006: Édelman György (független)[6]
- 2006–2010: Edelman György (független)[7]
- 2010–2014: Edelman György (Fidesz-KDNP)[8]
- 2014–2019: Edelman György (Fidesz-KDNP)[9]
- 2019–2024: Edelman György (Fidesz)[10]
- 2024– : Edelman György (Fidesz-KDNP)[1]

## Népesség
A település népességének változása:
| Lakosok száma | 640  | 629  | 666  | 651  | 702  | 704  | 679  |
|               | 2013 | 2014 | 2018 | 2021 | 2022 | 2023 | 2024 |

A 2011-es népszámlálás során a lakosok 90,6%-a magyarnak, 0,2% bolgárnak, 0,3% cigánynak, 1,1% lengyelnek, 0,6% németnek mondta magát (9,4% nem nyilatkozott; a kettős identitások miatt a végösszeg nagyobb lehet 100%-nál). A vallási megoszlás a következő volt: római katolikus 59,6%, református 5,2%, evangélikus 0,2%, görögkatolikus 0,2%, felekezeten kívüli 10,2% (22,2% nem nyilatkozott).
2022-ben a lakosság 87,6%-a vallotta magát magyarnak, 0,4% cigánynak, 0,4% németnek, 0,4% lengyelnek, 0,1-0,1% szlováknak és románnak, 4% egyéb, nem hazai nemzetiségűnek (12,3% nem nyilatkozott; a kettős identitások miatt a végösszeg nagyobb lehet 100%-nál). Vallásuk szerint 43,3% volt római katolikus, 4,7% református, 1,3% evangélikus, 0,3% görög katolikus, 0,4% egyéb keresztény, 0,6% egyéb katolikus, 8,5% felekezeten kívüli (40,7% nem válaszolt).

## Nevezetességei
- Gosztonyi-kúria
- Római katolikus templom
- Tájház
- Medveészlelések a ’90-es években.

## Rendezvények
A szokásos nemzeti és állami ünnepek mellett minden évben megtartott nagyobb rendezvények:
- Majális (május első vasárnapján)
- Falunap (május utolsó szombatján)
- Tájház napja

## Külső hivatkozások
- Kisnémedi Község Weboldala
- 77-es vasútvonal emlékoldala
- Kisnémedi 950 éve könyv
- Aranykalász MGTSZ
- Blog Kisnémedi múltjáról